# Bythaelurus incanus
Bythaelurus incanus és una espècie de peix de la família dels esciliorrínids i de l'ordre dels carcariniformes.

## Morfologia
- Els mascles poden assolir 45,4 cm de longitud total.[1]

## Hàbitat
És un peix marí que viu entre 900-1.000 m de fondària.

## Distribució geogràfica
Es troba a Austràlia.